# Moratilla de Henares
Moratilla de Henares es una localidad española del municipio de Sigüenza, perteneciente a la provincia de Guadalajara, en la comunidad autónoma de Castilla-La Mancha. Tenía una población fija de 17 habitantes según el censo del INE de 2011.

## Historia
El manantial de Cutamilla es conocido desde tiempos de los romanos y es mencionado en el Libro de la Montería del rey Alfonso XI de Castilla en el siglo XIV y que sigue siendo explotado en el siglo XXI.
Hacia mediados del siglo XIX, el lugar, por entonces con ayuntamiento propio, tenía contabilizada una población de 130 habitantes. La localidad aparece descrita en el decimoprimer volumen del Diccionario geográfico-estadístico-histórico de España y sus posesiones de Ultramar de Pascual Madoz de la siguiente manera:

MORATILLA DE HENARES: v. con ayunt. en la prov. de Guadalajara (11 leg.), part. jud. y dióc. de Sigüenza (1), aud. terr. de Madrid (21), c. g. de Castilla la Nueva: sit. en un pequeño collado, con clima húmedo y propenso á fiebres intermitentes: tiene 44 casas; la consistorial, escuela de instruccion primaria, á cargo de un maestro dotado con 300 rs.; una igl. parr. (San Miguel Arcángel) servida por un cura y un sacristan; fuera de la v. se encuentra una fuente de aguas gruesas que surte al vecindario: confina el térm. con los de Palazuelos, Sigüenza y la Cabrera: el terreno es escabroso, áspero y de mediana calidad; comprende una deh. cerrada y un monte de chaparro bajo: bañan el term. un arroyuelo que brota dentro de él y el r. Henares: caminos: los que dirigen á los pueblos limítrofes: correo: se recibe y despacha en la cab. del part.: prod.: cereales, algunas legumbres y patatas; se cria ganado lanar y vacuno: caza de conejos y perdices y pesca de barbos pequeños: ind.: la agrícola, 2 molinos harineros y 3 batanes: comercio: esportacion del sobrante de frutos y ganados é importacion de los art. que faltan. pobl.: 37 vec., 130 alm. cap. prod. 654,300 rs. imp. 45,801. contr. 2,524.
(Madoz, 1848, pp. 590-591)

El municipio de Moratilla de Henares desapareció en 1963, al ser incorporado, junto a los de Alcuneza, Guijosa, Palazuelos, Pelegrina y Pozancos, al término municipal de Sigüenza.

## Patrimonio
En la localidad hay una iglesia parroquial bajo la advocación de San Miguel Arcángel, de estilo románico. Desde el siglo XII hasta el XVIII fue propiedad del cabildo catedralicio, lo que le dio un trato excepcional durante esta parte de la historia.

## Demografía
| Gráfica de evolución demográfica de Moratilla de Henares entre 1842 y 1960 |
| |
| Población de derecho según los censos de población del INE Población de hecho según los censos de población del INEEntre el censo de 1970 y el anterior, este municipio desaparece porque se integra en el municipio Sigüenza |